# 3127 Bagration
3127 Bagration este un asteroid din centura principală, descoperit pe 27 septembrie 1973 de Liudmila Cernîh.